# Tomáš Hanák
Tomáš Hanák (ur. 27 marca 1957 w Kremnicy) – czeski aktor, komik i prezenter telewizyjny.

## Filmografia (wybór)
- 1984: Poklad hraběte Chamaré
- 1985: ING.
- 1986: Chemikal
- 1987: Bony a klid
- 1988: Kopytem sem, kopytem tam
- 1989: Pražská pětka
- 1996: Kamenný Most
- 1997: Zdivočelá země
- 1999: Madame Quatre et ses enfants
- 2000: Cesta z města
- 2001: Rebelové
- 2002: Angelina
- 2003: Mazaný Filip
- 2005: The Brothers Grimm
- 2007: Gympl
- 2008: Soukromé pasti
- 2008: Nestyda
- 2009: Comeback
- 2012: Martin a Venuše